# Мишигийн Сономпил
Мишигийн Сономпил (монг. Мишигийн Сономпил; 27 ноября 1965, сомон Тэс аймака Увс) — монгольский политический и государственный деятель, министр обороны Монголии (январь 2006 — 22 декабря 2007), министр энергетики (2012—2014).

## Биография
В 1984 году окончил среднюю школу аймака Дархан-Уул. В 1988 году — командные курсы Университета обороны Монголии, инженер по применению бронетанковой техники Главного военного командования. С 1988 по 1990 год служил старшим сержантом Монгольской народной армии, в 1990—1991 годах — командиром учебной части.
Затем, работал менеджером в частной компании своего брата, в 1997 году занял должность корпоративного президента компании.
Член Демократической партии Монголии. В 2004 году был избран членом парламента Монголии Великого государственного хурала.
В январе 2006 года вместе с членами бывшей Монгольской народно-революционной партии проголосовал против коалиционного правительства Цахиагийна Элбэгдоржа. Сделал это вопреки решению руководящего совета Демократической партии. Поэтому в феврале 2006 года был исключён их Демпартии . В новом правительстве Миеэгомбыан Энхболда занял кресло должность министра обороны Монголии.
Член правления Волейбольного союза Монголии,  президент Молодежной Национальный палаты Монголии с 2000 г., Председатель областного совета провинции Дархан-Уул, ведущий член Союза автоспорта и туризма Монголии.
Будучи министром энергетики, был обвинён в коррупции и получении взятки в размере 264 млн. тугриков от одной их компаний за победу в тендере на строительство золохранилища Дарханской ТЭЦ. 24 июля 2019 года приговорен к 4 годам лишения свободы. Также в доход государства были обращены 264 миллиона тугриков, заработанные им в качестве взятки. Подал апелляцию в Верховный суд, но в феврале 2020 года его приговор был оставлен в силе.